# スティルフォーム
スティルフォーム（stilform）は、ドイツのハンブルクに本社を構える高級筆記具メーカーである。
製品のブランド名は、「stilform」。クリストフ・ボーラ―と、マーティン・ワグナーによって2013年に創立され、クラウドファンディングによって巨額の資金を集めている。
シンプルかつスタイリッシュなデザイン、マグネットを使用した画期的な構造を取り入れた製品は、世界的にも高く評価され、レッド・ドット・デザイン賞、IFデザイン賞などと言った世界三大デザイン賞と言われるアワードを受賞している。

## 歴史
- 2013年 - ドイツのミュンヘンにデザインスタジオを設立。
- 2014年 - 家庭用品や工業製品により、レッド・ドット・デザイン賞を受賞。
- 2016年 - KOSMOS Pen（現 stilform Penの旧モデル）アルミ製により、レッド・ドット・デザイン賞、ベスト・オブ・ザ・ベストを受賞。同製品によるクラウドファンディングプロジェクトを実施。
- 2017年 - KOSMOS Penのチタン製を開発し、クラウドファンディングを実施。
- 2018年 - KOSMOS INK（現 stilform INKの旧モデル）を開発し、クラウドファンディングを実施。クラウドファンディング史上、最も多額の資金を集めた万年筆となる。IFデザイン賞を受賞。
- 2019年 - stilform Pen（旧 KOSMOS Penの改良モデル）を開発し、クラウドファンディングを実施。同年、12月にstilform ARCを開発し、クラウドファンディングを実施。
- 2020年 - stilform Penのチタン製を開発し、クラウドファンディングを実施。stilform INK（旧 KOSMOS INKの改良モデル）を開発し、クラウドファンディングを実施。ウェイン・バロウ氏と、限定モデルを共同制作。

## 特徴
シンプルかつスタイリッシュなデザイン、磁石を使った独特なマグネット構造が最大の特徴である。また、プラスチックや接着剤を使用することを避け、オールメタル構造となるよう、精密加工を施したパーツで構成している。
全てのペンは、ドイツの自社工場で生産し、手作業で組み立てを行っている。

## 代表製品

### 現行製品
- stilform Pen - 2019年にリリースした油性ボールペン。黄金比に基づき設計されたデザインと磁石を用いた画期的なキャップ開閉メカニズムが特徴。
- stilform ARC - 2019年にリリースしたゲルインクボールペン。世界でも珍しいペン先両端に強力なネオジム磁石を用いた構造が特徴。
- stilform INK - 2020年にリリースした万年筆。stilform ARCと同様に、ネオジム磁石を用いた構造が特徴。

### 生産終了製品
- KOSMOS Pen - stilform Penの旧モデル。
- KOSMOS INK -stilform INKの旧モデル。
- stilform Pen Titanium Polished - 期間限定で生産した鏡面仕上げモデル。